# Stuttgart-Mitte
Stuttgart-Mitte é um distrito municipal e o centro de Stuttgart, cidade na Alemanha localizada no estado de Baden-Württemberg.